# Tine Ladefoged
Tine Ladefoged Pedersen (født 6. august 1977 i Randers) er en tidligere dansk håndboldspiller, der spillede hele karrieren i Horsens HK. . Hun indstillede sin aktive karriere i 2005 i som 27-årig. 